# Ольстерський оркестр
Ольстерський оркестр (англ. Ulster Orchestra) — симфонічний оркестр, що базується в Белфасті, єдиний постійно діючий оркестр Північної Ірландії. Створений в 1966 році, першим керівником став Янош Фюрст, який грав в оркестрі першу скрипку. У 1981 році, зі скасуванням оркестру північноірландського відділення BBC, Ольстерський оркестр був значно розширений.

## Головні диригенти
- Едгар Косма (1969–1974)
- Алін Франкіс (1974–1976)
- Брайден Томсон (1977–1985)
- Вернон Гендлі (1985–1989)
- Ян Паскаль Тортельє (1989–1992)
- Ен Шао (1992–1995)
- Дмитро Ситковецьке (1996–2001)
- Тьєррі Фішер (2001–2006)
- Кеннет Монтгомері (2007–2010)
- Джоанн Фаллетта (2011–нині)